# Coppa Placci

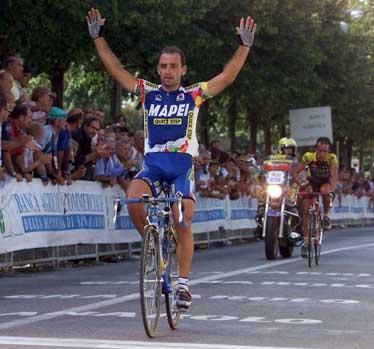
Paolo Bettini gewinnt die Coppa Placci 2001

Die Coppa Placci war bis 2010 ein Radsport-Eintagesrennen in Italien und San Marino. 
Das Ziel des 1923 erstmals ausgetragenen Rennens befand sich in San Marino. Es war seit Einführung der UCI ProTour im Jahr 2005 Bestandteil der Rennserie der UCI Europe Tour und in die Kategorie 1.HC eingestuft.
Die Rennlänge betrug circa 200 km, wobei die Fahrer am Schluss des Rennens noch den Titano, den Anstieg nach San Marino, erklimmen mussten.
2011 wurde das Rennen mit dem Giro della Romagna zusammengelegt und wurde unter dem Namen Giro di Romagna et Coppa Placci ausgetragen. Nachdem dieses Rennen 2012 auch nicht mehr ausgetragen wurde, erfolgte die Fusion mit dem Giro del Veneto zum Giro del Veneto - Coppa Placci.

## Sieger
| - 2010 Francesco Manuel Bongiorno - 2009 Filippo Pozzato - 2008 Luca Paolini - 2007 Alessandro Bertolini - 2006 Rinaldo Nocentini - 2005 Paolo Valoti - 2004 Leonardo Bertagnolli - 2003 Danilo di Luca - 2002 Matteo Tosatto - 2001 Paolo Bettini - 2000 Francesco Casagrande - 1999 Mirko Celestino - 1998 Mauro Zanetti - 1997 Beat Zberg - 1996 Andrea Tafi - 1995 Francesco Casagrande - 1994 Angelo Lecchi - 1993 Maximilian Sciandri - 1992 Laurent Dufaux - 1991 Johan Bruyneel | - 1990 Mauro Gianetti - 1989 Claudio Chiappucci - 1988 Pierino Gavazzi - 1987 Massimo Ghirotto - 1986 Guido Bontempi - 1985 Silvano Contini - 1984 Acacio da Silva - 1983 Marino Aamadori - 1982 Alfredo Chinetti - 1981 Alfio Vandi - 1980 Giovanni Battaglin - 1979 Giovanni Battaglin - 1978 Gianbattista Baronchelli - 1977 Marino Basso - 1976 Fausto Bertoglio - 1975 Francesco Moser - 1974 Roger De Vlaeminck - 1973 Italo Zilioli - 1972 Roger De Vlaeminck - 1971 Ugo Colombo - 1970 Ugo Colombo | - 1969 Roberto Ballini - 1968 nicht ausgetragen - 1967 Luciano Armani - 1966 Felice Gimondi - 1965 Michele Dancelli - 1964 Guido De Rosso - 1963 Ercole Baldini - 1962 Franco Cribiori - 1951–1961 nicht ausgetragen - 1950 Giacomo Zampieri - 1949 Renzo Soldani - 1948 Luigi Casola - 1947 nicht ausgetragen - 1946 Nedo Logli - 1929–1945 nicht ausgetragen - 1928 Pietro Fossati - 1927 Aleardo Simoni - 1926 Ermanno Vallazza - 1925 Emilio Petiva - 1924 Emilio Petiva - 1923 Enea Dal Fiume |